# William E. Jones
William E. Jones (* 1962 in Canton, Ohio) ist ein US-amerikanischer Videokünstler, Filmemacher, Fotograf und Schriftsteller.

## Leben und Werk
Jones erster Film entstand 1991 und ist eine experimentelle Autobiografie, sein zweiter Film Finished, ein Dokumentarfilm über den kanadischer Pornodarsteller Alan Lambert von 1997 erhielt den Independent/Experimental Film and Video Award bei den Los Angeles Film Critics Association Awards. Sein folgender Kurzfilm The Fall of Communism as Seen in Gay Pornography von 1998 ist einer seiner meist gezeigten. Er besteht aus kompiliertem Material aus osteuropäischen Pornofilmen der Wendezeit. Auch seine folgenden Kurzfilme setzen sich teilweise mit homosexueller Pornografie auseinander und nutzen dafür Found Footage. Sein vielleicht bekanntester und meist diskutierter Film Tearoom von 2007 besteht aus fast unverändertem Archivmaterial einer heimlichen Aufnahme der Polizei von Mansfield von 1962, die schwulen Sex in einer öffentlichen Toilette heimlich filmte, um die Personen strafrechtlich zu verfolgen. Auch in seinen Folgefilmen, die sich vermehrt anderen Themen als Homosexualität zuwenden, nutzt er überwiegend Found Footage. In seiner mehrstündigen Videoinstallation Rejected zeigt er aussortierte und daher mit Löchern durchgestanzte Negative der Farm Security Administration.

## Filmografie
- 1991: Massillon[1]
- 1997: Finished[1]
- 1998: The Fall of Communism as Seen in Gay Pornography (Kurzfilm)[1]
- 2004: Is It Really So Strange?[1]
- 2006: All Male Mash Up (Kurzfilm)[1]
- 2006: V.O.[1]
- 2006: Film Montages (for Peter Roehr) (Kurzfilm)[1]
- 2006: More British Sounds (Kurzfilm)[1]
- 2006: Mansfield 1962 (Kurzfilm)[1]
- 2007: Tearoom[1]
- 2009: Killed (Kurzfilm)[1]
- 2010: In Matthew Brady's Studio (Videoinstallation)[1]
- 2010: Spatial Disorientation (Kurzfilm)[1]
- 2010: Berlin Flash Frames (Kurzfilm)[1]
- 2011: Eyelines[1]
- 2011: Counterfeit (Kurzfilm)
- 2011: The Soviet Army Prepares for Actions in Afghanistan (Kurzfilm)
- 2012: Shoot Don’t Shoot (Kurzfilm)[1]
- 2012: Actual TV Picture (Kurzfilm)[1]
- 2012: Bay of Pigs (Kurzfilm)
- 2014: Psychic Driving (Kurzfilm)[1]
- 2014: Model Workers (Kurzfilm)[1]
- 2015: A Gret Way of Life (Kurzfilm)[1]
- 2016: Midcentury (Kurzfilm)
- 2017: Discrepancy (Kurzfilm)[1]
- 2017: Fall Into Ruin (Kurzfilm)[1]
- 2017: Rejected (Videoinstallation)[1]
- 2017: 3000 Killed[1]